# 13653 Priscus
13653 Priscus è un asteroide della fascia principale. Scoperto nel 1997, presenta un'orbita caratterizzata da un semiasse maggiore pari a 2,1865301 UA e da un'eccentricità di 0,1672439, inclinata di 4,59795° rispetto all'eclittica.
Il nome fa riferimento a Tarquinio Prisco, antico re di Roma.